# Meridià 82 a l'oest
El meridià 82 a l'oest de Greenwich és una línia de longitud que s'estén des del pol Nord travessant l'oceà Àrtic, Amèrica, l'oceà Atlàntic, l'oceà Pacífic, l'oceà Antàrtic, i l'Antàrtida fins al pol Sud.
El meridià 82 a l'oest forma un cercle màxim amb el meridià 98 a l'est. Com tots els altres meridians, la seva longitud correspon a una semicircumferència terrestre, uns 20.003,932 km. Al nivell de l'Equador, és a una distància del meridià de Greenwich de 9.128 km.

## De Pol a Pol
Començant en el pol Nord i dirigint-se cap al pol Sud, aquest meridià travessa:
| Coordenades                             | País, territori o mar | Notes |
| --------------------------------------- | --------------------- | --- |
| 90° 0′ N, 82° 0′ O / 90.000°N,82.000°O  | Oceà Àrtic            | |
| 82° 39′ N, 82° 0′ O / 82.650°N,82.000°O | Canadà                | Nunavut - Ellesmere |
| 76° 30′ N, 82° 0′ O / 76.500°N,82.000°O | Estret de Jones       | |
| 75° 49′ N, 82° 0′ O / 75.817°N,82.000°O | Canadà                | Nunavut - illa Devon |
| 74° 28′ N, 82° 0′ O / 74.467°N,82.000°O | Estret de Lancaster   | |
| 73° 44′ N, 82° 0′ O / 73.733°N,82.000°O | Canadà                | Nunavut - illa de Baffin |
| 69° 53′ N, 82° 0′ O / 69.883°N,82.000°O | Conca de Foxe         | |
| 69° 16′ N, 82° 0′ O / 69.267°N,82.000°O | Canadà                | Nunavut - Península de Melville |
| 66° 52′ N, 82° 0′ O / 66.867°N,82.000°O | Conca de Foxe         | |
| 64° 37′ N, 82° 0′ O / 64.617°N,82.000°O | Canadà                | Nunavut - illa Southampton |
| 63° 39′ N, 82° 0′ O / 63.650°N,82.000°O | Estret d'Evans        | |
| 62° 57′ N, 82° 0′ O / 62.950°N,82.000°O | Canadà                | Nunavut - illa de Coats |
| 62° 41′ N, 82° 0′ O / 62.683°N,82.000°O | Badia de Hudson       | |
| 55° 0′ N, 82° 0′ O / 55.000°N,82.000°O  | Badia de James        | |
| 53° 3′ N, 82° 0′ O / 53.050°N,82.000°O  | Canadà                | Nunavut - illa Akimiski |
| 52° 59′ N, 82° 0′ O / 52.983°N,82.000°O | Badia de James        | |
| 52° 47′ N, 82° 0′ O / 52.783°N,82.000°O | Canadà                | Ontario - terra ferma i l'Illa Manitoulin |
| 45° 33′ N, 82° 0′ O / 45.550°N,82.000°O | Llac Huron            | |
| 43° 12′ N, 82° 0′ O / 43.200°N,82.000°O | Canadà                | Ontario |
| 42° 15′ N, 82° 0′ O / 42.250°N,82.000°O | Llac Erie             | |
| 41° 31′ N, 82° 0′ O / 41.517°N,82.000°O | Estats Units          | Ohio Virgínia Occidental - des de 39° 0′ N, 82° 0′ O / 39.000°N,82.000°O Kentucky - per uns 2 km des de 37° 32′ N, 82° 0′ O / 37.533°N,82.000°O Virgínia - des de 37° 31′ N, 82° 0′ O / 37.517°N,82.000°O Tennessee - des de 36° 35′ N, 82° 0′ O / 36.583°N,82.000°O Carolina del Nord - des de 36° 9′ N, 82° 0′ O / 36.150°N,82.000°O Carolina del Sud - des de 35° 11′ N, 82° 0′ O / 35.183°N,82.000°O Geòrgia - des de 33° 31′ N, 82° 0′ O / 33.517°N,82.000°O Florida - des de 30° 47′ N, 82° 0′ O / 30.783°N,82.000°O |
| 26° 29′ N, 82° 0′ O / 26.483°N,82.000°O | Golf de Mèxic         | Passa a l'est de Boca Grande Key, Florida, Estats Units (a 24° 32′ N, 82° 0′ O / 24.533°N,82.000°O) |
| 23° 11′ N, 82° 0′ O / 23.183°N,82.000°O | Cuba                  | |
| 22° 18′ N, 82° 0′ O / 22.300°N,82.000°O | Mar Carib             | |
| 21° 39′ N, 82° 0′ O / 21.650°N,82.000°O | Cuba                  | Arxipèlag de Los Canarreos |
| 21° 36′ N, 82° 0′ O / 21.600°N,82.000°O | Mar Carib             | |
| 9° 10′ N, 82° 0′ O / 9.167°N,82.000°O   | Golf de Chiriquí      | |
| 8° 57′ N, 82° 0′ O / 8.950°N,82.000°O   | Panamà                | |
| 8° 12′ N, 82° 0′ O / 8.200°N,82.000°O   | Oceà Pacífic          | Passa a l'oest de l'illa de Coiba, Panamà (a 7° 31′ N, 81° 53′ O / 7.517°N,81.883°O) |
| 60° 0′ S, 82° 0′ O / 60.000°S,82.000°O  | Oceà Antàrtic         | |
| 73° 56′ S, 82° 0′ O / 73.933°S,82.000°O | Antàrtida             | Territori Antàrtic Xilè, reclamat per Xile |